# Торковичі
Торковичі (рос. Торковичи) — селище у Лузькому районі Ленінградської області Російської Федерації.
Населення становить 1340 осіб. Належить до муніципального утворення Торковичське сільське поселення.

## Історія
Згідно із законом від 28 вересня 2004 року № 65-оз належить до муніципального утворення Торковичське сільське поселення.

## Населення
| 1649  | 1838  | 1857  | 1862  | 1882  | 1885  | 1897  |
| ----- | ----- | ----- | ----- | ----- | ----- | ----- |
| 12    | ↗127  | ↘110  | ↗126  | ↗139  | ↘120  | ↗1018 |
| 1920  | 1923  | 1926  | 1933  | 1935  | 1939  | 1959  |
| ↘683  | ↗934  | ↗1149 | ↗2100 | ↗2900 | ↗3689 | ↘2864 |
| 1988  | 1989  | 1997  | 2002  | 2007  | 2010  | 2012  |
| ↘2000 | ↘1751 | ↗1882 | ↘1519 | ↘1414 | ↘1328 | ↗1340 |